# Allgemeines Magnetschwebebahngesetz
Das Allgemeine Magnetschwebebahngesetz (AMbG), das Magnetschwebebahnplanungsgesetz (MBPlG) sowie die zugehörige Magnetschwebebahn-Bau- und Betriebsordnung (MbBO) wurden vom Gesetzgeber als Grundlage für in Deutschland zu errichtende öffentliche Magnetschwebebahnen geschaffen.
Obwohl Magnetschwebebahnen juristisch gesehen keine Eisenbahnen sind, wurde die Aufsicht hierüber gesetzlich dem Eisenbahn-Bundesamt (EBA) übertragen.
Die im Emsland befindliche Transrapid-Versuchsanlage unterliegt nicht diesen Vorschriften, sondern dem hierfür geschaffenen Gesetz über den Bau und den Betrieb von Versuchsanlagen zur Erprobung von Technologien für den spurgeführten Verkehr (SpurVerkErprG). Aufsichtsbehörde hierfür ist die Niedersächsische Landesbehörde für Straßenbau und Verkehr.